# Loktiónovo
Loktiónovo (en rus: Локтионово) és un poble de l'óblast de Kursk, a Rússia, que en el cens del 2010 tenia 46 habitants. Pertany al districte rural de Fatej.